# Сенченко, Пётр Романович
Пётр Рома́нович Се́нченко (1.1.1913, Сумская область — 2.6.1986,Украина) — командир отделения 67-й отдельной стрелковой роты 88-й гвардейской стрелковой дивизии 8-й гвардейской армии 3-го Украинского фронта, рядовой; разведчик 93-й отдельной гвардейской разведывательной роты 88-й гвардейской стрелковой дивизии 8-й гвардейской армии 1-го Белорусского фронта, гвардии старшина.

## Биография

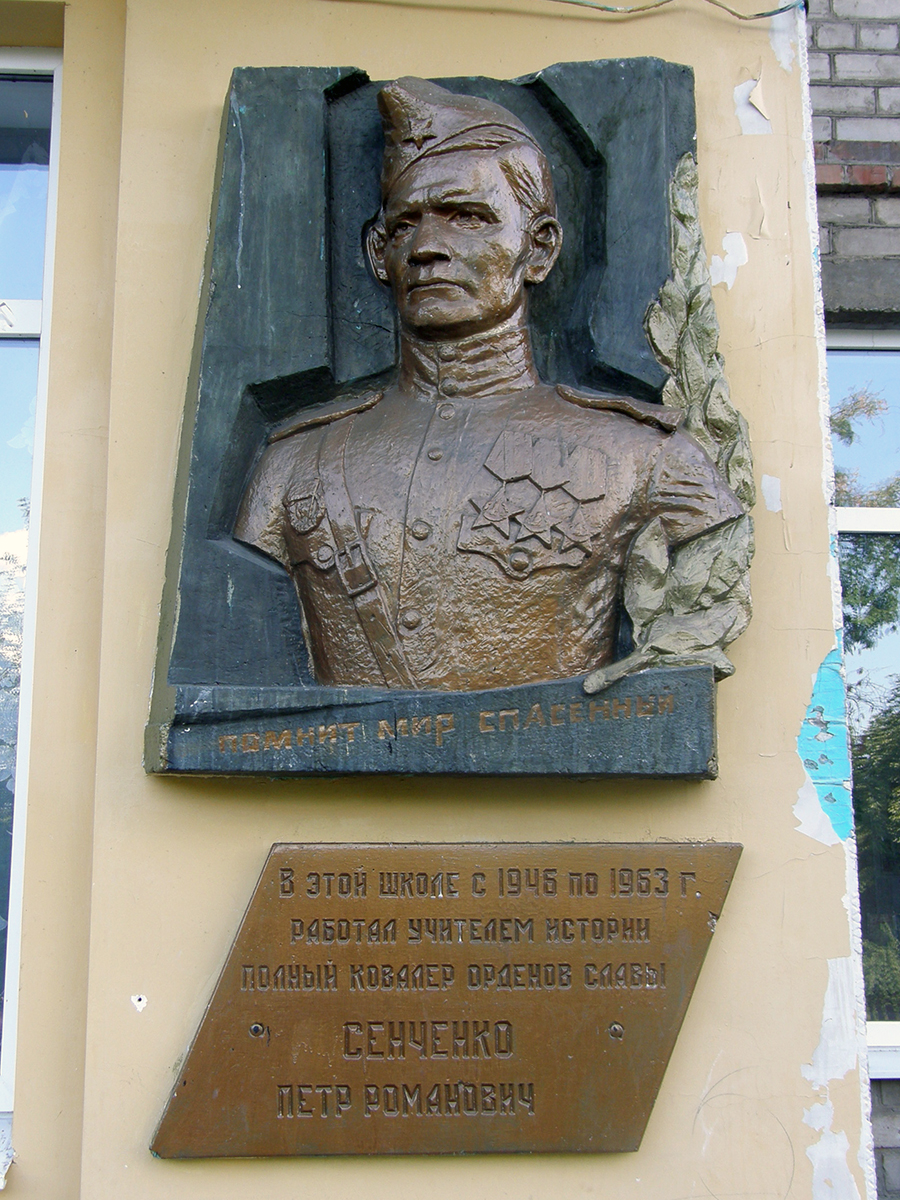
мемориальная табличка на школе № 30 Краматорска, пос. Ясногорка

Родился 1 января 1913 года в селе Обтово ныне Кролевецкого района Сумской области Украины в семье крестьянина. Украинец. Член ВКП/КПСС с 1947 года. В 1931 году переехал в город Харьков. Окончил учительский институт. Работал учителем в посёлке Ясногорка Донецкой области.
В октябре 1941 голда, несмотря на то, что имел третью группу инвалидности и был освобожден от призыва, добровольно ушел на фронт. Вначале был писарем, курсантом 20-го танкового полка, затем стал разведчиком. Отличился при форсировании Днепра, освобождении Ковеля, штурме Берлина.
Командир отделения 67-й отдельной стрелковой роты рядовой Пётр Сенченко в бою у села Андреевка Синельниковского района Днепропетровской области Украины 9 января 1944 года первым, увлекая за собой бойцов, ворвался во вражескую траншею, в схватке уничтожил четверых солдат и пулемет с расчетом. Приказом от 21 января 1944 года «за образцовое выполнение заданий командования в боях с немецко-фашистскими захватчиками» красноармеец Сенченко Пётр Романович награждён орденом Славы 3-й степени.
Разведчик 93-й отдельной гвардейской разведывательной роты гвардии старшина Пётр Сенченко 23 июля 1944 года, отражая контратаку противника близ населенного пункта Мелгев, истребил семерых пехотинцев и двоих захватил в плен.24 июля 1944 года отважный разведчик участвовал с группой бойцов в разведке боем на восточной окраине города Люблин и в захвате трех бронемашин и двух автомашин противника. Приказом от 10 октября 1944 года «за образцовое выполнение заданий командования в боях с немецко-фашистскими захватчиками» гвардии старшина Сенченко Пётр Романович награждён орденом Славы 2-й степени.
25 апреля 1945 года фаустпатроном подорвал в городе Букков пулемет с расчетом, препятствовавший продвижению стрелков. На подступах к городу уничтожил ещё несколько гитлеровцев и вместе с бойцами 17 солдат взял в плен. Указом Президиума Верховного Совета СССР от 15 мая 1946 года «за образцовое выполнение заданий командования в боях с немецко-фашистскими захватчиками» гвардии старшина Сенченко Пётр Романович награждён орденом Славы 1-й степени, став полным кавалером ордена Славы.
В 1945 году П. Р. Сенченко демобилизован из рядов Красной Армии. Жил в городе Краматорск Донецкой области Украины. С 1946 по 1974 год работал учителем истории, избирался председателем Ясногорского поселкового совета депутатов. Скончался 2 июня 1986 года.
Награждён орденами Отечественной войны 1-й степени, Красной Звезды, Славы 1-й, 2-й и 3-й степени, медалями.